# The Widow's Might (film 1918)
The Widow's Might è un film muto del 1918 diretto da William C. de Mille; il soggetto e la sceneggiatura erano firmati da Marion Fairfax. Prodotto dalla Jesse L. Lasky Feature Play Company, è considerato un film perduto. Interpretato da Florence Vidor, Gustav von Seyffertitz, Mayme Kelso, aveva come protagonista Julian Eltinge, un attore che proveniva dal teatro ed era famoso per i suoi ruoli di drag queen.

## Trama
Dick Tavish è di New York ma ha acquistato nel West un ranch. Il suo sogno è quello di trovare una ragazza il cui ritratto compare su un calendario. La incontra il giorno in cui va in un resort alla moda, dove lei - che si chiama Irene Stuart - si è recata in vacanza insieme alla zia, la signora Pomeroy Pomfret. Dick si trova lì per affrontare Horace Hammer, un milionario che rivendica la proprietà delle sue terre e che lui e i suoi vicini sospettano di raggiro. Hammer però ignora le minacce di Dick e lui tenta di rubargli i documenti che gli servirebbero per avere le prove delle sue malversazioni. Interrotto durante il tentativo di furto, Dick scappa via attraverso la scala antincendio entrando nella stanza della signora Pomfret. Per mascherarsi, si mette una parrucca e il mantello della donna, costringendola poi a presentarla agli altri ospiti come principessa Martini. Dick, vestito da donna, affascina tutti gli uomini, compreso Hammer. Nel frattempo, una cameriera lascia un bambino sulla soglia della camera, volendo ricattare Irene. La falsa principessa, allora, si prende cura del piccolo e, quando viene rivelata la vera identità di Dick, la cameriera dichiara che è lui il padre del bimbo, così Dick viene espulso dell'albergo. Riesce però ad avere dal valletto di Hammer i documenti incriminanti, facendolo arrestare. Dick, ritornato al ranch, porta con sé Irene e anche il piccolo che, nel frattempo, ha adottato.

## Produzione
Il film fu prodotto dalla Jesse L. Lasky Feature Play Company.

## Distribuzione
Il copyright del film, richiesto dalla Jesse L. Lasky Feature Play Co., fu registrato il 26 dicembre 1917 con il numero LP11880.
Negli Stati Uniti, il film - presentato da Jesse L. Lasky - fu distribuito dalla Paramount Pictures e Famous Players-Lasky Corporation il 28 gennaio 1918. In Danimarca uscì il 23 febbraio 1920 con il titolo Den mystiske enke, in Svezia fu distribuito come Den glada änkan.
Non si conoscono copie ancora esistenti della pellicola che viene considerata presumibilmente perduta.